# Georgina Blanes Nadal
Georgina Blanes Nadal (Alcoi, c. 1966 - Alacant, 27 de març de 2015) va ser una física valenciana, la primera dona a dirigir l'Escola Politècnica Superior d'Alcoi, càrrec que va exercir des de juny de 2012 fins a la seva defunció. És autora de diversos llibres tant en castellà com en valencià sobre física i sobre el passat industrial i desenvolupament tècnic a Alcoi.

## Estudis i vida professional
Va estudiar en la EPSA (Escola Politècnica Superior d'Alcoi) Enginyeria Tècnica Industrial Tèxtil i posteriorment a Terrassa va continuar els seus estudis amb Enginyeria Industrial Tèxtil. Georgina es va doctorar en Enginyeria Industrial per la Universitat Politècnica de València.
Durant un breu període va estar en empreses privades fins que es va incorporar a la Universitat amb una plaça de Catedràtica d'Escola Universitària i Secretària del Centre de Tecnologies Físiques.
Va ser responsable de la Unitat de Física Aplicada i més tard va accedir al lloc de Sotsdirectora d'Alumnat, de la mà d'Enric Masiá, des d'on va gestionar el campus d'Alcoi juntament amb dos equips directius diferents durant onze anys. Es va presentar a les eleccions de directora i les va guanyar en 2012, convertint-se així, en la primera dona a ocupar aquest càrrec. També es va incorporar a l'equip del nou rector de la UPV (Universitat Politècnica de València), Francisco Mora.
La seva etapa directiva va ser breu però molt intensa, entre altres coses, Blanes va aconseguir l'ampliació del Campus incorporant un nou edifici, procés que no va ser fàcil, ja que hi havia pocs fons per a això, a més sempre va intentar millorar la qualitat docent i la recerca.

## Vida personal
Georgina Blanes es va casar amb Rafael Sebastiá, amb qui va tenir una filla, Georgina Sebastiá Blanes.
En 2015 Georgina va sofrir un ictus contra el qual va lluitar gairebé tres mesos, però finalment a l'edat de 48 anys, va morir el 27 de març. L'Ajuntament d'Alcoi va expressar la seva commoció sumant-se al dol, Toni Francès, l'alcalde, va explicar que aquesta dona sempre havia tingut un compromís admirable amb l'educació, la ciència i la promoció del coneixement, la carrera del qual al món universitari era exemplar i molt activa en el foment de la institució acadèmica com un dels eixos fonamentals del progrés i el futur de la ciutat.
El 3 de setembre del 2015 es va dur a terme un homenatge a Georgina Blanes durant l'acte d'obertura de la UPV del curs acadèmic 2015-2016, al costat de la investidura de Juan Ignacio Cirac Sasturain, on es va lliurar la medalla de la Universitat Politècnica de València a títol pòstum a Georgina Blanes, directora de la EPSA.

## Publicacions
Georgina Blanes va publicar tant articles de revistes, com ressenyes i llibres, com a col·laboracions en obres col·lectives i va ser coordinadora d'unes altres. Entre les seves publicacions podem destacar:
- Panorama històric de l'educació a les escoles privades d'Alcoi durant el segle XX. Blanes Nadal, Georgina; Sebastià i Alcaraz, Rafael. Institut Alacantí de Cultura Juan Gil-Albert. ISBN  978-84-7784-530-0
- 150 anys de la consolidació de l'ensenyament industrial a Alcoi. Garrigos Oltra, Luis; Blanes Nadal, Georgina. Universitat Politècnica de València. Escola Politècnica Superior d'Alcoi
- El color líquid. Garrigos Oltra, Luis; Millán Verdú, Carlos; Blanes Nadal, Georgina. Editorial Aguaclara. ISBN  978-84-8018-270-6
- Orígens de l'ensenyament tècnic a Alcoi. Blanes Nadal, Georgina; Garrigós Oltra, Luis; Millán Verdú, Carlos. Institut Alacantí de Cultura Juan Gil-Albert. ISBN  978-84-7784-384-9
- Itinerari didàctic "El Molinar".Sebastià i Alcaraz, Rafael; Blanes Nadal, Georgina; Garrigós Oltra, Luis. Rafael Sebastia Alcaraz. ISBN  978-84-607-7774-8
- Problemes d'electromagnetisme.Blanes Nadal, Georgina; Martínez Mora, Juan Anotnio; Satorre Aznar, Miguel Ángel. Universitat Politècnica de València. Servei de Publicacions =Universitat Politècnica de València. Servei de Publicacions. ISBN  978-84-7721-583-7
- Antecedents de l'escola industrial d'Alcoi. Blanes Nadal, Georgina; Garrigós Oltra, Luis; Sebastià i Alcaraz, Rafael. Institut d'Estudis Catalans. ISBN  978-84-7283-381-4
- Les escoles normals a la província d'Alacant durant el segle XIX. Blanes Nadal, Georgina; Sebastià i Alcaraz, Rafael; Tonda Monllor, Emilia María. Torres Gosalvez, Ramón. ISBN  978-84-940024-0-3.
- De les escoles rurals. Blanes Nadal, Georgina. ISBN  978-84-611-1883-0
- L'aprofitament didàctic dels arxius i la seva concentració en l'arxiu Mun. Blanes Nadal, Georgina; Sebastià i Alcaraz, Rafael. Editorial Club Universitari. ISBN  978-84-95015-66-2

## Premis i nominacions
- Medalla a títol pòstum de la Universitat Politècnica de València[6]
- Un edifici de recerca al campus d'Alcoi, ara porta el seu nom.